# Syagrus
Syagrus Mart., 1824 è un genere di piante della famiglia delle Arecacee.

## Tassonomia
Comprende le seguenti specie:
- Syagrus allagopteroides Noblick & Lorenzi
- Syagrus amara (Jacq.) Mart.
- Syagrus amicorum K.Soares & C.A.Guim.
- Syagrus angustifolia Noblick & Lorenzi
- Syagrus botryophora (Mart.) Mart.
- Syagrus caerulescens Noblick & Lorenzi
- Syagrus campestris (Mart.) H.Wendl.
- Syagrus campylospatha (Barb.Rodr.) Becc.
- Syagrus cardenasii Glassman
- Syagrus cataphracta (Mart.) Noblick
- Syagrus cearensis Noblick
- Syagrus cerqueirana Noblick & Lorenzi
- Syagrus cocoides Mart.
- Syagrus comosa (Mart.) Mart.
- Syagrus coronata (Mart.) Becc.
- Syagrus deflexa Noblick & Lorenzi
- Syagrus duartei Glassman
- Syagrus elata (L.R.Moreno & O.I.Moreno) Noblick
- Syagrus emasensis Noblick & Lorenzi
- Syagrus evansiana Noblick
- Syagrus flexuosa (Mart.) Becc.
- Syagrus glaucescens Glaz. ex Becc.
- Syagrus glazioviana (Dammer) Becc.
- Syagrus gouveiana Noblick & Lorenzi
- Syagrus graminifolia (Drude) Becc.
- Syagrus guaratingensis Noblick
- Syagrus guimaraesensis Noblick & Lorenzi
- Syagrus harleyi Glassman
- Syagrus hoehnei Burret
- Syagrus inajai (Spruce) Becc.
- Syagrus insignis (Devansaye) Becc.
- Syagrus itacambirana Noblick & Lorenzi
- Syagrus itapebiensis (Noblick & Lorenzi) Noblick & Meerow
- Syagrus kellyana Noblick & Lorenzi
- Syagrus lilliputiana (Barb.Rodr.) Becc.
- Syagrus loefgrenii Glassman
- Syagrus longipedunculata Noblick & Lorenzi
- Syagrus lorenzoniorum Noblick & Lorenzi
- Syagrus macrocarpa Barb.Rodr.
- Syagrus mendanhensis Glassman
- Syagrus menzeliana Noblick & Lorenzi
- Syagrus microphylla Burret
- Syagrus minor Noblick & Lorenzi
- Syagrus oleracea (Mart.) Becc.
- Syagrus orinocensis (Spruce) Burret
- Syagrus petraea (Mart.) Becc.
- Syagrus picrophylla Barb.Rodr.
- Syagrus pimentae Noblick
- Syagrus pleioclada Burret
- Syagrus pleiocladoides Noblick & Lorenzi
- Syagrus pompeoi K.Soares & R.S.Pimenta
- Syagrus procumbens Noblick & Lorenzi
- Syagrus pseudococos (Raddi) Glassman
- Syagrus romanzoffiana (Cham.) Glassman
- Syagrus rupicola Noblick & Lorenzi
- Syagrus ruschiana (Bondar) Glassman
- Syagrus sancona (Kunth) H.Karst.
- Syagrus santosii K.Soares & C.A.Guim.
- Syagrus schizophylla (Mart.) Glassman
- Syagrus smithii (H.E.Moore) Glassman
- Syagrus stenopetala Burret
- Syagrus stratincola Wess.Boer
- Syagrus vagans (Bondar) A.D.Hawkes
- Syagrus vermicularis Noblick
- Syagrus weddelliana (H. Wendl.) Becc.
- Syagrus werdermannii Burret
- Syagrus yungasensis M.Moraes

### Ibridi
In natura sono noti i seguenti ibridi:
- Syagrus × altopalacioensis K.Soares & L.C.Assis (S. pleioclada × S.  duartei)
- Syagrus × andrequiceana K.Soares & L.C.Assis   (S. flexuosa × S. romanzoffiana)
- Syagrus × campos-portoana (Bondar) Glassman (S. coronata × S. romanzoffiana)
- Syagrus × cipoensis K.Soares & L.C.Assis (S. oleracea × S. glaucescens)
- Syagrus × costae Glassman (S. cearensis × S. coronata)
- Syagrus × lacerdamourae K.Soares & C.A.Guim. (S. coronata × S. botryophora)
- Syagrus × matafome (Bondar) A.D.Hawkes (S. coronata × S. vagans)
- Syagrus × mirandana Noblick (S. coronata  × S. microphylla)
- Syagrus × serroana K.Soares & L.C.Assis (S. romanzoffiana  × S. glaucescens)
- Syagrus × teixeiriana Glassman (S. oleracea × S. romanzoffiana)
- Syagrus × tostana (Bondar) Glassman (S. coronata × S. schizophylla)